# Maria Luiza Burbon-Parmeńska
Maria Ludwika Pia Teresa Anna Ferdynanda Franciszka Antonina Małgorzata Józefina Karolina Bianka Łucja Apolonia Burbon-Parmeńska, wł. Maria Luisa Pia Teresa Anna Ferdinanda Francesca Antonietta Margherita Giuseppina Carolina Bianca Lucia Appollonia di Borbone-Parma (ur. 17 stycznia 1870 w Rzymie, zm. 31 stycznia 1899 w Sofii) – od 1893 księżna Bułgarii jako żona Ferdynanda.

## Życiorys
Urodziła się jako najstarsze dziecko Roberta (1848–1907), księcia Parmy i jego żony Marii Pii (1849–1882). Miała jedenaścioro rodzeństwa, sześć sióstr: Ludwikę Marię (1872–1943), Marię Immacualtę (1874–1914), Marię Teresę (1876–1959), Marię Pię (1877–1915) i Beatrycze (1879–1946), Marię Anastazję (1881), oraz pięciu braci: Ferdynanda (1871), Henryka Alberta (1873–1939), Józefa Piotra (1875–1950), Eliasza Roberta (1880–1959) i Augusta (1882). Sześcioro spośród nich było upośledzonych intelektualnie. Wraz z przyjściem na świat najmłodszego z braci zmarła matka Marii Ludwiki. Jej ojciec ożenił się powtórnie z Marią Antoniną Braganza (1862–1959). Z tego małżeństwa pochodziło kolejne dwanaścioro przyrodniego rodzeństwa, siostry: Maria Adelajda (1885–1959), Franciszka (1890–1978), Zyta Maria (1892–1989), Maria Antonina (1895–1937), Izabela (1898–1984), Henryka (1903–1987), oraz bracia: Sykstus Ferdynand (1886–1934), Franciszek Ksawery (1889–1977), Feliks Wincenty (1893–1970), Renat Karol (1894–1962), Ludwik Karol (1899–1967) i Kajetan Józef (1905–1958).

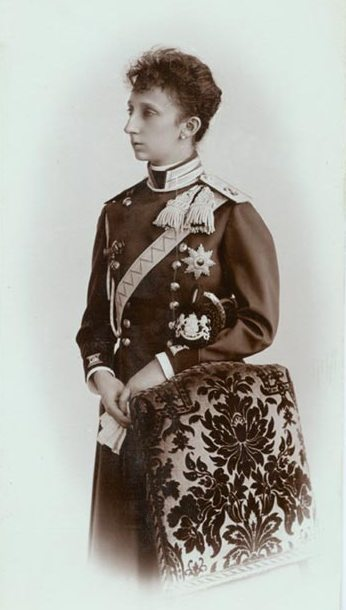

20 kwietnia 1893, w Villa Pianore w Lukce poślubiła księcia Bułgarii – Ferdynanda I Koburga. Było to małżeństwo polityczne, małżonkowie po raz pierwszy spotkali się podczas ceremonii zaślubin. Mieli razem czworo dzieci, a ich najstarszy syn urodził się dziewięć miesięcy i dziesięć dni po ślubie:
- Borysa III (1894–1943)
- Cyryla (1895–1945)
- Eudoksję (1898–1985)
- Nadeżdę (1899–1958), wyszła za księcia Albrechta Wirtemberskiego

Została pochowana w katedrze świętego Ludwika w Płowdiwie. Jej mąż ożenił się po raz drugi z Eleonorą Reuss-Köstritz.
Johann Strauss II zadedykował Marii Luizie Burbon-Parmeńskiej swój skomponowany w 1893 roku walc o tytule Hochzeitsreigen (Taniec Weselny) opus 453.